# Stazione Mawson
La stazione Mawson (Mawson Station) è una base permanente dell'Antartico gestita dalla Australian Antarctic Division (AAD).
Prende il nome dall'esploratore Douglas Mawson. Mawson è la più vecchia tra le stazioni antartiche poste sotto il circolo polare antartico ad essere sempre abitata dalla sua fondazione.

Il sito venne scelto nel 1954 da Philip Law, primo direttore dell'AAD, per la presenza di un grande porto naturale, chiamato Horseshoe Harbour, e per la presenza di rocce non coperte dai ghiacci, adatte alla costruzione.